# Volta a Llombardia 1994
La Volta a Llombardia 1994 fou la 88a edició de la clàssica ciclista Volta a Llombardia. La cursa es va disputar el 8 d'octubre de 1994, sobre un recorregut de 244 km, i era la desena prova de la Copa del Món de ciclisme de 1994. El vencedor final fou el rus Vladislav Bóbrik, que s'imposà en l'arribada a Monza.

## Classificació general
|    | Ciclista                 | Equip                  | Temps      |
| -- | ------------------------ | ---------------------- | ---------- |
| 1  | Vladislav Bóbrik (RUS)   | Gewiss-Ballan          | 6h 03' 21" |
| 2  | Claudio Chiappucci (ITA) | Carrera-Tassoni        | + 02"      |
| 3  | Pascal Richard (SUI)     | GB-MG Boys Maglificio  | + 03"      |
| 4  | Dmitri Kónixev (RUS)     | Jolly Componibili-Cage | + 25"      |
| 5  | Maurizio Fondriest (ITA) | Lampre-Panaria         | m. t.      |
| 6  | Davide Cassani (ITA)     | GB-MG Boys Maglificio  | m. t.      |
| 7  | Bjarne Riis (DEN)        | Gewiss-Ballan          | + 30"      |
| 8  | Udo Bölts (GER)          | Telekom-Merckx         | m. t.      |
| 9  | Mauro Gianetti (SUI)     | Mapei-Clas             | m. t.      |
| 10 | Maarten den Bakker (NED) | TVM-Bison              | + 36"      |